# Episodi de Il commissario Nardone
La prima stagione della serie televisiva Il commissario Nardone è stata trasmessa in prima visione in Italia da Rai 1 e Rai HD dal 6 settembre al 9 ottobre 2012 con due episodi a serata.
| nº | Titolo                        | Prima TV Italia   | Ascolti e Share    |
| -- | ----------------------------- | ----------------- | ------------------ |
| 1  | Penicillina mortale           | 6 settembre 2012  | 5 327 000 - 21.54% |
| 2  | Banda Dovunque                | 6 settembre 2012  | 4 934 000 - 22.14% |
| 3  | Tradimenti                    | 13 settembre 2012 | 5 178 000 - 19.42% |
| 4  | Il Falsario                   | 13 settembre 2012 | 4 553 000 - 19.97% |
| 5  | La strage degli innocenti (1) | 20 settembre 2012 | 4 412 000 - 15.85% |
| 6  | La strage degli innocenti (2) | 20 settembre 2012 | 4 273 000 - 18.92% |
| 7  | Il ritorno                    | 27 settembre 2012 | 4 645 000 - 16.69% |
| 8  | Passione torbida              | 27 settembre 2012 | 4 252 000 - 17.25% |
| 9  | La caccia                     | 4 ottobre 2012    | 4 636 000 - 16.94% |
| 10 | Campione nel fango            | 4 ottobre 2012    | 4 084 000 - 16.85% |
| 11 | Il gatto e il topo (1)        | 9 ottobre 2012    | 3 730 000 - 12,32% |
| 12 | Il gatto e il topo (2)        | 9 ottobre 2012    | 3 559 000 - 12,83% |